# چندبه‌چند (ارتباطات)
چند-به-چند اصطلاحی است که سومین نمونه محاسباتی بزرگ اینترنت را شرح می‌دهد. برنامه‌های داخلی اینترنتی رایانامه (پست الکترونیک) و اف‌تی‌پی «یک-به-یک» را نشان می‌دهند، زیرا ارتباط اصلی آن‌ها به شکل منحصر به فردِ یک به دیگری است.

با ظهور شبکه جهانی وب، «یک» می‌تواند اطلاعات را بر روی یک وب‌گاه نشان دهد که این وب‌گاه توسط افراد زیاد دیگری در دسترس است. بنابراین ما نمونهٔ دومی به نام یک-به-چند داریم.
با توسعه‌هایی از قبیل اشتراک پرونده، وبلاگ‌ها و نشانه گذاری، یک سری جدید از برنامه‌های اینترنتی فعال شدند :
۱
افراد می‌توانند که هم اطلاعات را دریافت و آن را به اشتراک بگذارند و،
۲
جزئیات اطلاعات می‌تواند در سرتاسر صفحات وب مختلف با هم به صورت پیوندهای داخلی متصل شوند.

با تحول کامل نمونه محاسباتی «چند-به-چند»، افراد قادر به واردکردن و دریافت اطلاعات به اینترنت و از اینترنت می‌شوند؛ آن‌ها قادر به اتصال می‌شوند و به صورت پویا برای هدف قابل انعطافی مرتبط خواهند بود؛ 

## منبع
- Wikipedia contributors، "Many-to-many،" Wikipedia، The Free Encyclopedia، http://en.wikipedia.org/w/index.php?title=Many-to-many&oldid=168335125